# Eduard Grundschöttel
Eduard Grundschöttel (* 18. März 1838 in Köln; † 9. August 1906 in Tegernsee) war ein deutscher Jurist im Kirchendienst und Konsistorialpräsident in Danzig und Koblenz.

## Leben
Grundschöttel studierte Rechtswissenschaften in Bonn und wurde dort Mitglied des Corps Rhenania. 1860 trat er als Auskultator im Bezirk Paderborn in den preußischen Justizdienst. Im August 1865 wurde er zum Gerichtsassessor ernannt. Im Mai 1868 wurde er Kreisrichter in Rüthen, 1871 in Siegen und 1872 als Deputationsdirigent nach Laasphe versetzt. 1873 schied er aus dem Justizdienst aus und wurde unter Ernennung zum Konsistorialrat Mitglied des Konsistoriums der Provinz Sachsen in Magdeburg, von wo er 1879 in gleicher Eigenschaft nach Koblenz versetzt wurde. 1883 bis 1886 war er Oberregierungsrat und Dirigent der Kirchen- und Schulabteilung der Regierung in Posen, dann Konsistorialpräsident des Konsistoriums Danzig der Kirchenprovinz Westpreußen. 1891 wurde er an das Konsistorium in Koblenz versetzt und 1892 in den Rang der Räte II. Klasse erhoben. Am 1. Oktober 1904 trat er aus gesundheitlichen Gründen in den Ruhestand. Er starb bei einem Erholungsaufenthalt am Tegernsee.